# ヤン・ウ・ヨルゲンセン
ヤン・ウ・ヨルゲンセン（デンマーク語: Jan Østergaard Jørgensen, 1987年12月31日 - ）は、デンマーク・オールボー出身の男子バドミントン選手。女子ハンドボール選手のスタイン・ヨルゲンセンと結婚している。

## 経歴
2010年にはイングランドのマンチェスターで開催されたヨーロッパ選手権の男子シングルスで準優勝した。2014年にはロシアのカザンで開催されたヨーロッパ選手権の男子シングルスで優勝した。2015年にはインドネシアのジャカルタで開催された世界選手権で3位となった。2016年にはフランスのラ・ロッシュ＝シュル＝ヨンで開催されたヨーロッパ選手権の男子シングルスで準優勝した。